# Ried-Kirchheim Airport
Ried-Kirchheim Airport (tyska: Flugplatz Ried-Kirchheim) är en flygplats i Österrike.   Den ligger i distriktet Braunau am Inn och förbundslandet Oberösterreich, i den norra delen av landet, 220 km väster om huvudstaden Wien. Ried-Kirchheim Airport ligger 414 meter över havet.
Terrängen runt Ried-Kirchheim Airport är huvudsakligen platt, men söderut är den kuperad. Närmaste större samhälle är Altheim, 9 km nordväst om Ried-Kirchheim Airport. 
Trakten runt Ried-Kirchheim Airport består till största delen av jordbruksmark. Runt Ried-Kirchheim Airport är det ganska tätbefolkat, med 100 invånare per kvadratkilometer.